# Asimina tetramera
Asimina tetramera är en kirimojaväxtart som beskrevs av John Kunkel Small. Asimina tetramera ingår i släktet Asimina och familjen kirimojaväxter. IUCN kategoriserar arten globalt som starkt hotad. Inga underarter finns listade i Catalogue of Life.

## Bildgalleri

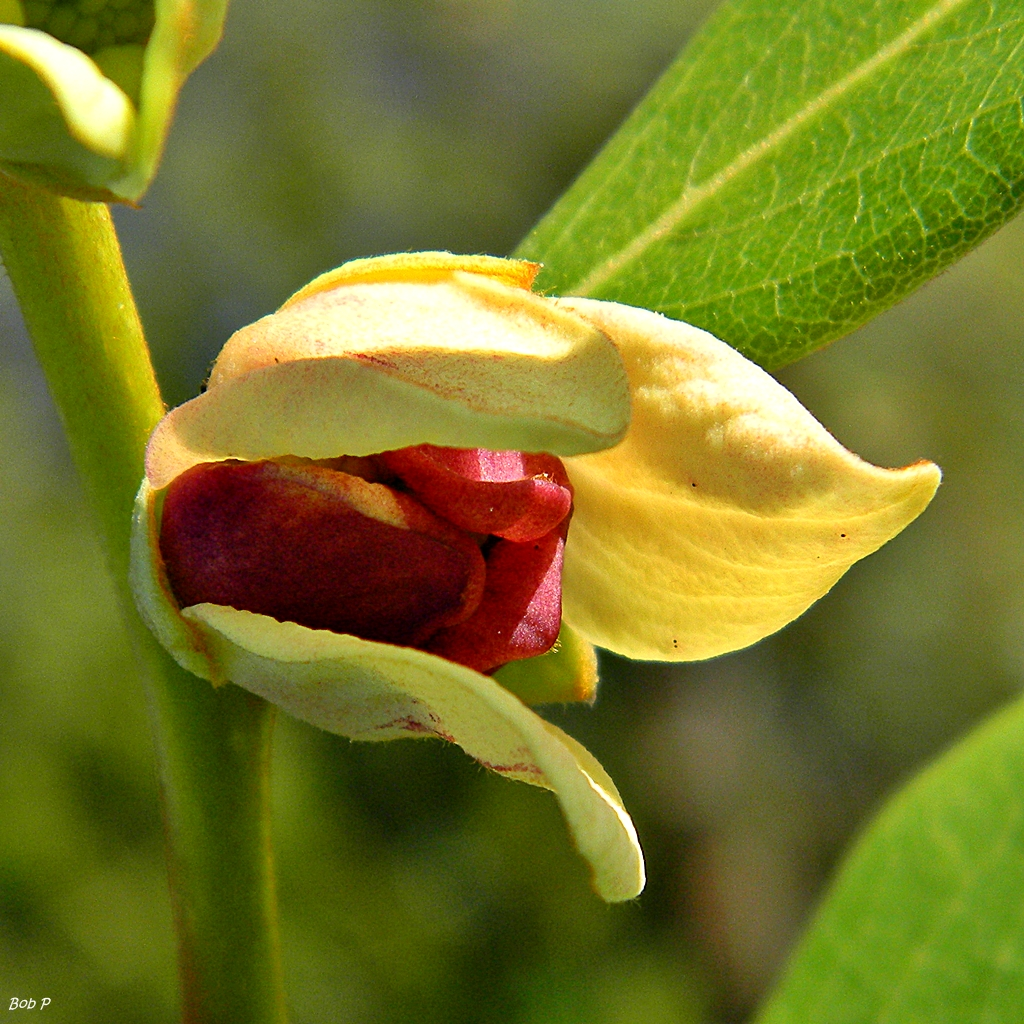